# Philip Temple
Philip Temple (născut în Yorkshire în 1939 - ) este un scriitor neozeelandez.